# Сарчаки
Сарча́ки (рос. Сарчаки, чув. Сарчак) — присілок у Чувашії Російської Федерації, у складі Шатьмапосинського сільського поселення Моргауського району.
Населення — 119 осіб (2010; 147 в 2002, 184 в 1979; 250 в 1939, 269 в 1926, 210 в 1906, 458 в 1858).

## Історія
До 1866 року селяни мали статус державних, займались землеробством, тваринництвом, бджільництвом. 1918 року відкрито початкову школу, у 1919–1922 роках працював столярна та ткацька майстерні, у середині 1920-их — шерстобійня. 1928 року створено колгосп «Çĕнĕ хунав». До 1927 року присілок перебував у складі Чувасько-Сорминської волості Ядрінського повіту. 1927 року присілок переданий до складу Аліковського району, 1935 року — до складу Ішлейського, 1944 — до складу Моргауського, 1959 року — повернутий до складу Аліковського, 1962 року — до складу Чебоксарського, 1964 року — повернутий до складу Моргауського району.

## Господарство
У присілку діє магазин.